# Badminton-Juniorenweltmeisterschaft 2015
Die Badminton-Juniorenweltmeisterschaft 2015 fand vom 4. bis zum 15. November 2015 in Lima in Peru statt. Zuerst wurde während der WM der Teamweltmeister ermittelt, anschließend die Einzelweltmeister.

## Vergabe der Veranstaltung
Die Vergabe der Veranstaltung erfolgte auf der BWF-Jahreshauptversammlung am 28. Mai 2014 in New Delhi. Lima war der einzige Bieter für die Ausrichtung. Problematisch sah die BWF an, dass der geplante Veranstaltungsort Villa Deportiva Nacional sich zum Zeitpunkt der Vergabe einer Rekonstruktion unterzog. Letztlich wurde das Centro de Alto Rendimiento als Veranstaltungsort gewählt.

## Medaillengewinner
| Disziplin    | Gold                      | Silber                     | Bronze                            |
| ------------ | ------------------------- | -------------------------- | --------------------------------- |
| Herreneinzel | Lu Chia-hung              | Siril Verma                | Koki Watanabe                     |
| Herreneinzel | Lu Chia-hung              | Siril Verma                | Adulrach Namkul                   |
| Dameneinzel  | Goh Jin Wei               | Lee Ying Ying              | Natsuki Nidaira                   |
| Dameneinzel  | Goh Jin Wei               | Lee Ying Ying              | Moe Araki                         |
| Herrendoppel | He Jiting Zheng Siwei     | Joel Eipe Frederik Søgaard | Han Chengkai Zhou Haodong         |
| Herrendoppel | He Jiting Zheng Siwei     | Joel Eipe Frederik Søgaard | Kenya Mitsuhashi Yuta Watanabe    |
| Damendoppel  | Chen Qingchen Jia Yifan   | Du Yue Li Yinhui           | Nami Matsuyama Chiharu Shida      |
| Damendoppel  | Chen Qingchen Jia Yifan   | Du Yue Li Yinhui           | Chen Wan-ting Lee Chia-hsin       |
| Mixed        | Zheng Siwei Chen Qingchen | He Jiting Du Yue           | Fachriza Abimanyu Apriyani Rahayu |
| Mixed        | Zheng Siwei Chen Qingchen | He Jiting Du Yue           | Shuto Morioka Chiharu Shida       |
| Mannschaft   | Volksrepublik China       | Indonesien                 | Chinesisch Taipeh                 |